# Juan Ginés Sánchez Moreno
Juan Ginés Sánchez Moreno, més conegut com a Juan Sánchez (Aldaia, l'Horta Oest, 15 de maig de 1972) és un exfutbolista professional valencià. Es va formar al planter del València CF. Jugava de davanter i el 2006 es va retirar. Posteriorment va formar part del cos tècnic del València CF.
Va ser internacional amb la selecció espanyola en una ocasió, el 18 de novembre del 1998 en el partit disputat a Salern: Itàlia-2; Espanya-2.

## Clubs
- València B - ????-1993 - Segona B
- València CF - 1992-1993 - Primera divisió
- RCD Mallorca - 1993-1994 - Segona divisió
- Celta de Vigo - 1994-1999 - Primera divisió
- València CF - 1999-2004 - Primera divisió
- Celta de Vigo - 2004-2006 - Segona divisió (2004/2005); Primera divisió (2005/2006)

## Palmarès

### Títols estatals
- 1 Supercopa d'Espanya - València CF - 1999
- 2 Lligues - València CF - 2001-2002 i 2003-2004

### Títols internacionals
- 1 Copa de la UEFA - València CF - 2004